# Хелмут Вайдлинг
Хелмут Вайдлинг (на немски: Helmuth Weidling) е германски генерал от артилерията на Вермахта. Той е последният командир на Берлинската отбранителна зона по време на битката в Берлин и ръководи защитата на града срещу съветските сили, на които се предава непосредствено преди края на Втората световна война в Европа.

## Военна кариера
Роден в Халберщат през 1891 г., Вайдлинг влиза в армията през 1911 г. и служи като лейтенант през Първата световна война. Той остава в намалената армия на Ваймарската република след войната. Като артилерийски офицер участва в нашествието на Полша, битката във Франция и в ранните етапи на Операция Барбароса, нахлуването в Съветския съюз. През януари 1942 г., още на източния фронт, Вайдлинг е назначен за командир на 86-а пехотна дивизия.

### Командир на корпус
На 15 октомври 1943 г. става командир на танкови корпус XLI. Той командва танков корпус XLI до 10 април 1945 г. Има кратка почивка в командата му от 19 юни 1944 г. до 1 юли 1944 г. По време на тази почивка, генерал-лейтенант Едмунд Хофмайстър поема командването. Хофмайстър е в командването, когато по-голямата част от германската 9-а армия, заедно с танков корпус XLI, е обкръжена по време на офанзивата на Бобруйск.
Танковият корпус XLI е възстановен като част от немската 4-та армия. Четвъртата армия, под командването на генерал Фридрих Хосбах, получава задачата да задържи границите на Източна Прусия. На 10 април 1945 г., три дни преди съветските въоръжени сили да започнат източната пруска офанзива, Вайдлинг е освободен от командването си. Два дни по-късно, той е назначен за командир на танков корпус LVI. Като командир на този корпус започва да участва в битката при Берлин.
На 16 април 1945 г. се готви да вземе участие в битката при северните височини, която е част от по-широката битка на Одер-Нейсе.

### Командир на Берлинската отбрана
На 22 април 1945 г. Хитлер заповядва да бъде екзекутиран от отряд, след като получава доклад, че е отстъпил пред напредващите сили на Червената армия. Вайдлинг не е отстъпил и отива във Фюрербункер, за да изясни недоразумението.
На 23 април Хитлер назначава Вайдлинг за командир на Берлинската отбрана. Той заменя генерал-лейтенант Хелмут Реймън, полковник Ернст Каетер и самия Хитлер. Реймън е заемал позицията едва от март. От 22 април Каехер я заема по-малко от един ден. За кратък период от време Хитлер поема личен контрол върху защитата на Берлин, като негов заместник е генерал-майор Ерих Баренфангер. На Вайдлинг е наредено да защитава град Берлин. По-конкретно му е наредено да не се предаде, а да се бори до последния човек.
45 000 войници в няколко тежко изчерпани дивизии на немската армия и Вафен-СС. Тези подразделения са допълнени от полицейските сили, момчетата от задължителната Хитлерова младеж и 40 000 мъже от фолксщурм (милицията). Командирът на района на централната власт е СС-Бригаденфюрер Вилхелм Монке, назначен на позицията си от Хитлер и има над 2000 души под прякото му командване. Основната му група са 800-те мъже от Батальона на Гвардията на Лайбщандарт (назначен да пази лидера). Съветското командуване по-късно оценява броя на защитниците в Берлин на 180 000, но това се основава на броя на заловените немски пленници. Затворниците включват много невъоръжени мъже в униформа, като служители на железниците и членове на службата на труда на Райха.
Вайдлинг организира защитите в осем сектора, обозначени като „А“ до „H“. Всеки сектор е бил командван от полковник или генерал, но повечето от полковниците и не са имали боен опит. На запад от града се намира 20-ия пансион. На север се намира 9-а парашутна дивизия, на североизток от танкова дивизия Мюнхеберг.

#### Централата на Бендлерблок
Някъде около 26 април Вайдлинг избира Бендлрщрасе, „Бендлерблок“. Това място има добре оборудвани бази за въздушен рейд и е близо до канцеларията на империята. В дълбините на Бендлерблок персоналът не знае дали е ден или нощ.
До края на 27 април е завършено обкръжението на Берлин. Съветското информационно бюро съобщава, че Съветският Беларуски фронт е пробил силни защити около Берлин и се е приближавал от Изтока и от Юга. Младеж, наредил на германския младежки лидер Артур Аксман да разпусне Хитлерюгенд в града. Но в объркването неговото изпълнение никога не е осъществено.

### Бункерът на Фюрера
Късно през нощта на 30 април, когато руснаците са на по-малко от 500 метра от бункера, Хитлер има среща с Вайдлинг, който го информира, че гарнизона на Берлин вероятно ще свърши боеприпасите до края на нощта.
След самоубийствата на Хитлер и Браун, Вайдлинг достига бункера и среща Гьобелс, Борман и Кребс. Те го водят до стаята на Хитлер, където двойката се е самоубила. На него му е казано, че телата им са изгорени и погребани в кратер в градината на канцеларията. Вайдлинг е принуден да се закълне, че няма да повтори тази новина на никого. В онази нощ трябва да се направи опит за примирие, а генерал Кребс да информира съветския командир и Кремъл.

### Предаване
На 2 май генерал Вайдлинг се среща с Теодор Дюфвинг, за среща с генерал Чуйков. Вайдлинг казва на руснаците за самоубийствата на Хитлер и Гьобелс, а Чуйков изисква пълна капитулация.
Чрез ръководството на Чуйков и Соколовски, Вайдлинг подава своето предаване писмено. Документът, гласи следното:
„На 30 април 1945 г. фюрерът извърши самоубийство и по този начин изостави онези, които се бяха заклели в него. Според заповедта на фюрера, вие германски войници би трябвало да продължите борбата за Берлин, въпреки че нашите боеприпаси са свършили и въпреки общата ситуация, която прави нашата устойчивост безсмислена. Нареждам незабавното прекратяване на съпротивата. Всеки час на борба носи страдания на цивилните в Берлин и на нашите ранени. Заедно с главния командир на съветските сили, ви нареждам да прекратите огъня. ВАЙДЛИНГ, генерал от артилерията, бивш командир за отбраната на Берлин.“
Срещата между Вайдлинг и Чуйков завършва в 8:23 сутринта на 2 май 1945 г.

## След войната
Съветските въоръжени сили отвеждат Вайдлинг в ареста и в Съветския съюз. На 27 февруари 1952 г. съветският военен трибунал в Москва го осъжда на 25 години лишаване от свобода за военни престъпления, извършени в окупираните части на Съветския съюз. Тези престъпления включват заповедта му до XVI корпус да събира всички болни хора от тиф в лагери в Озаричи, Беларус, където повечето от тях са починали или са били екзекутирани. Други включват масови екзекуции на съветски граждани от германските войски под командването на Вайдлинг, което той не отрича. Вайдлинг почива на 17 ноември 1955 г. под стража на КГБ във Владимир от сърдечен удар.